# Geovanny Vicente Romero
Geovanny Antonio Vicente Romero (Padre Las Casas, 21 agosto 1986) è un politologo e editorialista dominicano.
È specializzato in politiche pubbliche e amministrazione pubblica e ha diversi anni di esperienza nel settore pubblico, accademico e giornalistico. Scrive una rubrica settimanale per la CNN come analista politico.

## Vita e formazione
Geovanny Antonio Vicente Romero è nato a Padre Las Casas (Azua) nel 1986 da una famiglia di avvocati. Suo padre, Marino Vicente Rosado, lavora come giudice da oltre 20 anni (ed è tuttora in carica), e sua madre, Digna Romero, è anche avvocato, che ha servito come giudice ad interim. Ha trascorso l'infanzia e gli anni universitari nella Repubblica Dominicana, dopodiché ha trascorso alcuni anni di lavoro lì. Geovanny Vicente si è trasferito negli Stati Uniti nel 2013 e da allora lavora lì. Vicente Romero ha conseguito una laurea in giurisprudenza e politiche pubbliche presso l'Universidad Autónoma de Santo Domingo (2009). Ha conseguito un master in criminologia e carceri (2011) presso l'Università di Murcia, in Spagna. Ha frequentato la George Washington University per ottenere un master in Comunicazione politica e governance strategica presso la Political Management School.

## Carriera
In qualità di analista politico, Geovanny appare regolarmente sui principali organi di informazione internazionali tra cui CNN, The Washington Post, Washington Examiner, Newsweek, HuffPost, The Jerusalem Post, BBC 's World Business Report, Infobae e Mundo Hispánico, sia in spagnolo che in inglese, sugli Stati Uniti, l'America Latina e l'Europa. È stato un forte sostenitore dei rimedi ai cambiamenti climatici e dell'importanza dello sviluppo della sostenibilità Inoltre, Vicente Romero scrive una colonna su CNN, Infobae, El Diario La Prensa, La Opinión, El Nuevo Día, La Prensa Gráfica e El Telégrafo. È stato scrittore di spicco per la Banca interamericana di sviluppo (IDB) e agenzie di stampa internazionali come la messicana El Universal, tra gli altri. Ha lavorato per il Ministero della Pubblica Amministrazione della Repubblica Dominicana come analista delle politiche pubbliche, diventando per un paio di mesi Direttore ad interim del servizio civile dominicano. Vicente Romero ha anche insegnato due corsi di diritto a semestre presso l'Universidad Central del Este per 5 anni. È il fondatore del Centro per le politiche pubbliche, lo sviluppo e la leadership della Repubblica Dominicana (CPDL-RD) e il destinatario del Premio Provinciale della Gioventù della Repubblica Dominicana per la Leadership Professionale concesso dalla Presidenza Dominicana e dal Ministero della Gioventù. Romero ha anche ricevuto la borsa di studio Robert E. Lesher concessa dalla Carlos Rosario International Public Charter School, a Washington, DC, nel 2017.

## Democrazia ed elezioni
Geovanny ha lavorato in collaborazione con la New York University attraverso la serie DC Dialogues, un'iniziativa accademica che affronta temi come lo sviluppo, il business, la governance e la democrazia. Durante queste discussioni, Geovanny ha moderato i dialoghi con il segretario generale dell'Organizzazione degli Stati americani Luis Almagro; con il presidente della Repubblica Dominicana, Luis Abinader; il vice presidente di El Salvador, Felix Ulloa; direttrice del programma latinoamericano del Woodrow Wilson International Center for Scholars, la dott.ssa Cynthia J. Arnson; direttrice del National Endowment for Democracy per l'America Latina. e la caraibica Miriam Kornblith; presidente del Dialogo interamericano Michael Shifter; e il sindaco portoricano María Meléndez, tra gli altri. Vicente Romero ha lavorato come osservatore elettorale internazionale. È stato uno degli osservatori durante il lancio del primo monitoraggio elettorale basato su campioni negli Stati Uniti, Observe DC, un'iniziativa della Georgetown University che è uscita durante le elezioni di medio termine del 2018. Ha osservato le elezioni negli Stati Uniti, El Salvador, Repubblica Dominicana, tra gli altri paesi. Nel febbraio 2019, ha osservato le elezioni presidenziali in El Salvador attraverso la missione di osservazione elettorale dell'Organizzazione degli Stati americani.

## Pubblicazioni
Geovanny Vicente Romero è coautore di diversi libri sulla comunicazione politica, governance e democrazia.
- Vicente Romero, Geovanny. Restituire quando è più necessario. In LJ Pentón Herrera & ET Trịnh (a cura di), Critical Storytelling: Multilingual Immigrants in the United States. Sense Publishers. 2020. ISBN 978-90-04-44618-2.[29]

- Vicente Romero, Geovanny. Caso República Dominicana. Universo COMPOL: Universo de la Comunicación Política (1ª edizione). Buenos Aires - Editoriale EPYCA. 2020. ISBN 978-987-86-4728-9. Nadia Brizuela. Lavoro collettivo.

## Premi e risultati
- Nominato un eroe della sua comunità nella lista "COVID-19 Hispanic Heroes" (2020) di El Tiempo Latino, il quotidiano in lingua spagnola con la più alta diffusione nell'area DMV (Washington, DC, Maryland e Virginia). Altri leader in questa lista includono Muriel Bowser, sindaco della città di Washington DC. Questo riconoscimento è stato concesso durante il "Mese del patrimonio ispanico" che si celebra negli Stati Uniti, da settembre a ottobre.[30]
- Premio nazionale della gioventù assegnato dalla Presidenza dominicana per l'eccellenza professionale: 2020[31]
- Insignito del titolo di "Hijo Adoptivo de la Ciudad de Azua" (figlio adottivo di Azua City) dal suo consiglio comunale e dal sindaco Rafael Hidalgo.[32]
- Riconosciuto per i suoi contributi ai comuni della Repubblica Dominicana dalla Federazione Dominicana dei Comuni (FEDOMU).[33]
- Selezionato come uno dei cento professionisti politici più influenti del 2018 dalla rivista Washington COMPOL.[34]
- Vincitore della borsa di studio Robert E. Lesher / Carlos Rosario nel 2017.[35]
- Global Language Network Teaching Fellow nel 2015 e 2016.[36]
- Nominato uno dei principali giovani professionisti dominicani dal Ministero della Gioventù nel 2015.